# Phyllophaga izabalana
Phyllophaga izabalana är en skalbaggsart som beskrevs av Moron 2003. Phyllophaga izabalana ingår i släktet Phyllophaga och familjen Melolonthidae. Inga underarter finns listade i Catalogue of Life.